# Budova Českého rozhlasu Plzeň
Budova Českého rozhlasu Plzeň (původně budova Československého rozhlasu Plzeň) je pozdně funkcionalistické sídlo Českého rozhlasu Plzeň, dříve Československého rozhlasu Plzeň, na náměstí Míru v Plzni na Borech. Autorem projektu byl kolektiv architektů Karel Tausenau, František Hurta a Václav Pavelka. Byla postavena mezi léty 1947 až 1953, s následnou dostavbou druhého křídla roku 1956. Jako jedna z prvních v Československu pak vznikla jakožto stavba určená přímo pro potřeby rozhlasového studia.
Budova byla v roce 2002 prohlášena za kulturní památku.

## Historie

### Československý rozhlas Plzeň
České vysílání v Plzni bylo zahájeno v posledních dnech druhé světové války, když 5. května 1945 obsadili čeští vlastenci středovlnný vysílač na soutoku řek Radbuzy a Mže v bunkru v místech dnešního sportovního areálu ve Štruncových sadech. Dne 6. května kolem poledne Plzeň osvobodila americká armáda a čeští vlastenci pokračovali ve vysílání společně s nimi. O provoz rozhlasu se zasloužil také Josef Skupa a od června téhož roku se již vysílalo každý den od 7.15 do 23.00 hodin. O měsíc později studio přešlo jako první poválečná mimopražská stanice pod Československý rozhlas.

### Výstavba
V roce 1946 byla vyhlášena architektonická soutěž na výstavbu budovy rozhlasu v Plzni, které zvítězil kolektiv vedený Karlem Tausenauem. Budova měla být postavena ve třech etapách. V letech 1947 až 1953 vybudováno západní křídlo na půdorysu písmene L. V druhé etapě vznikla východní část obdélného tvaru, který byla uvedené do provozu roku 1956. K realizaci třetí etapy v podobě koncertního sálu nikdy nedošlo.

## Popis stavby
Jedná se o dvouposchoďovou budovu vybudovanou ve stylu pozdního funkcionalismu ve dvou realizovaných etapách s plochou střechou. V budově se nachází několik rozhlasových studií a prostory kanceláří. Fasáda je tvořena obkladem keramickými dlaždicemi. Okna jsou symetricky umístěna v pravidelných sdružených pásech. Hlavní vstup je orientován západním směrem do lesnatého parku rozkládajícího se na náměstí Míru, nedaleko tramvajové zastávky Náměstí Míru.
Budova plzeňského rozhlasu patří k nejlepším příkladům českého pozdního funkcionalismu, byla proto v roce 2002 prohlášena nemovitou kulturní památkou.